# Софија Пекић
Софија Пекић (рођена је 15. фебруара 1953. године у Ловћенцу) је некадашња југословенска кошаркашица. Најпознатија је по играма у Црвеној звезди али и у репезентацији Југославије. Софија је током своје каријере била међу најбољим кошаркашицама на свету.

## Каријера

### Црвена звезда
Са Звездом је освојила Куп европских шампиона 1979. године, шест узастопних шампионских титула (1976, 1977, 1978, 1979, 1980. и 1981. године) и четири национална Купа (1974, 1976, 1979. и 1981. године). Са Пекићевом у тиму Звезда 1981. године успела да стигне до још једног финала Купа европских шампиона. Софија Пекић је два пута изабрана за најбољу спортисткињу СД Црвена звезда. У традиционалном избору Звездине ревије најбоља је била 1977. и 1984. године.
Играла је неколико година и у Италији за Варту из Пескаре.

### Репрезентација
Са репрезентацијом Југославије освојила три медаље на великим такмичењима. У колекцији има сребро са шампионата Европе у Пољској 1978. године, када је била први стрелац тима са 129 поена на осам утакмица (просек 16,1 по мечу). Освојила је и бронзу Олимпијских игара у Москви 1980. године, када је била водећи кошгетер Југославије са 20,2 поена по утакмици (121 поен, шест мечева). Освојила је и бронзу са Европског првенства у Југославији 1980. године, када је била други стрелац екипе са 61 поеном на пет утакмица (12,2 по мечу). Наступала је на још два шампионата Европе, када Југославија није стигла до медаље, и на оба такмичења била је други стрелац тима – 1976. у Француској са 84 поена на осам мечева (просек 10,5 поена по утакмици) и 1981. године у Италији са 90 постигнутих поена на седам утакмица, просечно 12,9 по мечу.